# Mo'Cheddah
Modupe-Oreoluwa Oyeyemi Ola (sinh ngày 16 tháng 10 năm 1990), được biết đến với nghệ danh Mo'Cheddah (đôi khi được cách điệu là Mocheeda hoặc Mocheddah), là một ca sĩ và rapper người Nigeria. Cô đã phát hành album phòng thu đầu tay của mình, Franchise nổi tiếng (2010), trong khi ký hợp đồng với Knighthouse Entertainment. Album được bắt đầu bởi đĩa đơn quảng cáo năm 2009 "Nếu bạn muốn tôi". Cô chia tay với Knighthouse vào tháng 2 năm 2012 và thành lập nhãn hiệu riêng của mình, Cheddah Music.

## Cuộc sống và sự nghiệp âm nhạc
Mo'Cheddah, con thứ tư trong số năm đứa trẻ, được sinh ra ở Lagos, mặc dù nguồn gốc gia đình cô ở bang Osun. Cô đã hoàn thành chương trình giáo dục tiểu học của mình tại Trường Nhân viên Đại học Lagos ở Yaba, Lagos và sau đó đăng ký học tại Đức Mẹ Tông đồ, Yaba nơi cô sẽ hoàn thành chương trình giáo dục trung học. Cô tốt nghiệp nghệ thuật sáng tạo từ Đại học Lagos. Mo'Cheddah bắt đầu khám phá khía cạnh sáng tạo của mình từ năm 12 tuổi. Ban đầu cô rất thích diễn xuất, nhưng sau đó chuyển sang ca hát. Cô đã ký một thỏa thuận thu âm với Knighthouse. Sau đó, cô rời đi và thành lập hãng thu âm mocheddah của riêng mình. cô ấy bắt đầu làm việc cho album thứ hai dự kiến phát hành vào năm 2016.
Mo'Cheddah cũng có một sự nghiệp phụ là một nhà thiết kế thời trang.

## Danh sách đĩa hát
Album phòng thu
- Người nổi tiếng nhượng quyền (2010)

Đĩa đơn được chọn
- "Sống sót"
- "Thời gian của tôi"
- "Destinambari (hợp tác với Phyno)
- "Tori Olorun"
- "Xấu"
- "Đến với bạn" (tính năng tháng năm D)

## Phần thưởng và đề cử
| Năm  | Biến cố                               | Giải thưởng | Người nhận | Kết quả |
| ---- | ------------------------------------- | --- | --- | ------- |
| 2010 | Giải thưởng âm nhạc MTV Châu Phi 2010 | Nghệ sĩ mới xuất sắc nhất | style="background: #99FF99; color: black; vertical-align: middle; text-align: center; " class="yes table-yes2"\|Đoạt giải |         |
| 2010 | Giải thưởng Video âm nhạc của Kênh O  | Video nữ hay nhất | style="background: #99FF99; color: black; vertical-align: middle; text-align: center; " class="yes table-yes2"\|Đoạt giải |         |
| 2011 | Những người đứng đầu                  | Khải huyền của thế giới Hip Hop của năm | style="background: #FDD; color: black; vertical-align: middle; text-align: center; " class="no table-no2"\|Đề cử          |         |
| 2014 | Giải thưởng ELOY                      | data-sort-value="" style="background: var(--background-color-interactive, #ececec); color: var(--color-base, inherit); vertical-align: middle; text-align: center; " class="table-na" \| —\|style="background: #FDD; color: black; vertical-align: middle; text-align: center; " class="no table-no2"\|Đề cử | |         |

## Quay phim
| Năm  | Tựa đề | Giám đốc        | Tham khảo |
| ---- | ------ | --------------- | --------- |
| 2015 | Bad    | Clarance Peters | [ 9 ]     |

## Cuộc sống cá nhân
Vào tháng 5 năm 2018, cô kết hôn với bạn trai lâu năm, Hoàng tử Bukunyi Olateru-Olagbegi trong một buổi lễ riêng ở Lagos, Nigeria.